# Rui Duarte de Barros
Rui Duarte de Barros né le 18 février 1960 à Cadique, région de Tombali, est un économiste et homme d'État bissau-guinéen, Premier ministre du 16 mai 2012 au 4 juillet 2014, puis du 20 décembre 2023 au 7 août 2025.

## Biographie
Rui Duarte de Barros suit une formation d'ingénieur à La Havane, à Cuba. Entre 2001 et 2003, il est secrétaire d'État au Trésor, puis ministre des Finances. En 2003, il est commissaire de la Guinée-Bissau auprès de l'Union économique et monétaire ouest-africaine, poste qu'il occupe jusqu'en 2011. À la suite d'un coup d'État en avril 2012, le commandement militaire signe un accord de transition politique avec 36 partis politiques, à l'exclusion du PAIGC au pouvoir jusqu'alors. En conséquence, Rui Barros, membre du Parti du renouveau social, est nommé Premier ministre de transition le 16 mai 2012. Carlos Gomes Júnior, l'ancien Premier ministre, s'oppose à la nomination, déclarant que « c'est un gouvernement que nous ne reconnaissons pas ». Rui Duarte de Barros est choisi, lors des élections générales de 2014.
En décembre 2023, le président Umaro Sissoco Embaló dissout le Parlement en raison d'une tentative de coup d'État présumée et reconduit Geraldo Martins au poste de Premier ministre, poste qu'il occupe depuis la victoire de la coalition PAI-Terra Ranka dirigée par le PAIGC aux élections de juin 2023. Le 20 décembre, Sissoco Embaló limoge Martins et nomme Rui Barros au poste de Premier ministre. À l'époque, Barros est président du Conseil d'administration de l'Assemblée populaire nationale, ainsi que député du PAIGC au parlement.